# شورای وحدت نیروهای انقلاب اسلامی
شورای وحدت نیروهای انقلاب اسلامی که به نام شورای وحدت اصول‌گرایان نیز شناخته می‌شود، یک ائتلاف سیاسی در جناح اصول‌گرایان است که از منتقدان شورای ائتلاف نیروهای انقلاب اسلامی (شانا) تشکیل شده است. شورای وحدت به منظور احیای نقش محوری جامعه روحانیت مبارز در میان اصول‌گرایان، در آبان ۱۳۹۹ به ریاست محمدعلی موحدی کرمانی تأسیس شد. موحدی کرمانی در مرداد ۱۴۰۲، جای خود را به مصطفی پورمحمدی داد.

## زمینه تشکیل
سید ابراهیم رئیسی نامزد اصلی اصول‌گرایان در انتخابات ریاست‌جمهوری ایران (۱۳۹۶)، در سال ۱۳۹۷ تصمیم گرفت که به اصلاح ساختار جبهه مردمی نیروهای انقلاب اسلامی (جمنا) بپردازد تا با ایجاد سازوکاری، بتواند اصول‌گرایان را برای انتخابات مجلس شورای اسلامی (۱۳۹۹–۱۳۹۸) زیر یک چتر ائتلافی جمع کند. سازوکار جدید زیر نظر مستقیم رئیسی در حال شکل‌گیری بود اما او در اسفند ۱۳۹۷ رئیس قوه قضائیه شد و از فعالیت‌های انتخاباتی فاصله گرفت. با این حال، ایده رئیسی برای تشکیل شورای وحدت فراموش نشد و مهدی چمران به همراه غلامعلی حداد عادل سازماندهی را ادامه دادند. به این ترتیب، شورای ائتلاف نیروهای انقلاب اسلامی (شانا) با هدف رفع ایرادات جمنا تأسیس شد اما نه‌تنها این ایرادات رفع نشد بلکه با دعوت نشدن برخی چهره‌ها و احزاب اصول‌گرا دوباره اختلافات طیف‌های مختلف اصول‌گرا بالا گرفت. از سوی دیگر، به حاشیه رانده شدن جامعتین در انتخابات ۱۳۹۶ باعث شده بود که جامعه روحانیت مبارز به منظور بازیابی نقش اساسی خود برای انتخابات ریاست‌جمهوری ایران (۱۴۰۰)، دست به اصلاح اساسنامه و تغییر دبیرکل در تابستان ۱۳۹۷ بزند. فعال شدن جامعه روحانیت، به معنی بازگشت این تشکل روحانی به رأس هرم اصول‌گرایی و پایان کار شورای ائتلاف ارزیابی می‌شد اما نواصول‌گرایان که تلاش‌های فراوانی برای تأسیس شورای ائتلاف انجام داده بودند، راضی به پذیرش شیخوخیت جامعه روحانیت نبودند. آخرین بار که جامعتین محور اجماع اصول‌گرایان شده بودند، جبهه متحد اصول‌گرایان (موسوم به سازوکار ۸+۷) در انتخابات مجلس شورای اسلامی (۱۳۹۱–۱۳۹۰) بود که در همان انتخابات نیز جبهه پایداری انقلاب اسلامی حاضر به پذیرش سازوکار ائتلافی نشد و به صورت مستقل در انتخابات شرکت کرد.
شانا به دلیل موفقیت در انتخابات مجلس سال ۱۳۹۸، حق ویژه‌ای برای خود در انتخابات ریاست‌جمهوری آتی قائل بود. شورای وحدت اصول‌گرایان به منظور احیای جایگاه و نقش جامعتین در جناح اصول‌گرا، از آبان ۱۳۹۹ فعالیت خود را آغاز کرد. محمدعلی موحدی کرمانی رئیس شورای وحدت، در اسفند ۱۳۹۹ از شورای ائتلاف خواست که پیروزی اصول‌گرایان در انتخابات مجلس را مصادره به مطلوب نکنند. همچنین منوچهر متکی سخنگوی شورای وحدت، سازوکار شورای ائتلاف را ناکارآمد و غیرنظام‌مند خواند. از سوی دیگر، حداد عادل رئیس شورای ائتلاف در انتقاد از مواضع شورای وحدت، آنان را پدرخوانده خطاب کرد که با واکنش مصطفی پورمحمدی دبیرکل جامعه روحانیت مبارز روبرو شد: «برخی به پدرخواندگی حمله می‌کنند ولی می‌خواهند خودشان مخفیانه این مدل را پیگیری کنند و یک دفعه در آخر انتخابات، نظر خود را تحمیل می‌کنند. دورهٔ این مدل‌ها گذشته و ما نمی‌توانیم از این مدل‌های منسوخ‌شده استفاده کنیم.» با وجود این که شورای ائتلاف و شورای وحدت، یکدیگر را متهم به تلاش برای ایفای نقش پدرسالاری می‌کردند، صادق محصولی دبیرکل جبهه پایداری، اعلام کرد که هر دو جریان، پدرسالار هستند. مناقشه بر سر این که کدام طیف، نظرات خود را به سایر طیف‌ها تحمیل می‌کند، سالیان طولانی در جناح اصول‌گرایان وجود داشته است و این بار نیز باعث جدایی طیف‌های مختلف شد. تنها گزینه شورای ائتلاف برای انتخابات سال ۱۴۰۰، محمدباقر قالیباف بود ولی شورای وحدت در حال زمینه‌سازی برای حضور سید ابراهیم رئیسی بود. قالیباف که می‌دانست شانسی برای پیروزی در مقابل رئیسی نخواهد داشت، به محض ورود رئیسی به انتخابات، شورای ائتلاف را به حمایت از رئیسی در انتخابات ریاست‌جمهوری هدایت کرد. بدین ترتیب، شورای وحدت و شورای ائتلاف به صورت جداگانه برای انتخابات ریاست‌جمهوری فعالیت کردند و جبهه پایداری نیز مستقل وارد انتخابات شد هرچند که همگی بر روی سید ابراهیم رئیسی اجماع داشتند.

## ساختار
در ساختار شورای وحدت، ۹ کارگروه محتوایی و ۱۴ کمیته اجرایی طراحی شده است. کارگروه‌ها به تولید محتوایی و کار ستادی می‌پردازند و کمیته‌ها، عملیات اجرایی و میدانی را بر عهده دارند. این کمیته‌های چهارده‌گانه، اقشار مختلف اجتماعی از جمله جوانان، بانوان، دانشجویان، کارگران، فرهنگیان و… را در برمی‌گیرند که هر کمیته متشکل از ۲۱ نفر از فعالان صنف یا قشر مربوط به خود است.

### هیئت عالی
هیئت عالی شورای وحدت با تعداد ۱۵ نفر آغاز به کار کرد. طبق ساختار تعریف‌شده، در صورت پیوستن شانا به شورای وحدت، سه کرسی در هیئت عالی به نمایندگان شانا اختصاص می‌یافت مشروط به این که هر کدام از این سه نفر، ۷ حزب ملی و ۳ حزب استانی را نمایندگی کند. یک کرسی نیز با شرایط فوق‌الذکر برای جبهه پایداری انقلاب اسلامی درنظر گرفته شده بود. همچنین دو کرسی اختصاصی برای نمایندگان جامعه مدرسین حوزه علمیه قم درنظر گرفته شده بود ولی نماینده‌ای از سوی جامعه مدرسین معرفی نشد. شانا و جبهه پایداری نیز هیچ‌کدام به شورای وحدت نپیوستند بنابراین چهره‌های وابسته به جبهه پیروان خط امام و رهبری که قدیمی‌ترین جبهه اصول‌گرایی است و طیف سنتی‌تر این جریان را نمایندگی می‌کند، بیشتر اعضای هیئت عالی را تشکیل دادند.
| جایگاه                  | نام                     | وابستگی حزبی             | وابستگی ائتلافی      |
| ----------------------- | ----------------------- | ------------------------ | -------------------- |
| رئیس                    | محمدعلی موحدی کرمانی    | جامعه روحانیت            | جامعتین              |
| نمایندگان جامعه روحانیت | سید رضا تقوی            | جامعه روحانیت            | جامعتین              |
| نمایندگان جامعه روحانیت | مصطفی پورمحمدی          | جامعه روحانیت            | جامعتین              |
| نمایندگان جامعه روحانیت | سید محمدحسن ابوترابی‌فرد | جامعه روحانیت            | جامعتین              |
| نمایندگان احزاب         | محمدرضا باهنر           | مهندسین                  | پیروان               |
| نمایندگان احزاب         | اسدالله بادامچیان       | مؤتلفه                   | پیروان               |
| نمایندگان احزاب         | منوچهر متکی             | کانون هند                | پیروان               |
| نمایندگان احزاب         | سید شهاب‌الدین صدر       | —                        | پیشرفت، رفاه و عدالت |
| نمایندگان احزاب         | عبدالحسین روح‌الامینی    | توسعه و عدالت            | شانا / ایستادگی      |
| نمایندهٔ اساتید دانشگاه  | سید محمد حسینی          | دانشگاهیان               | شانا                 |
| نمایندهٔ رزمندگان        | حسین الله‌کرم            | —                        | —                    |
| نمایندگان جوانان        | متین منتظمی             | رهپویان                  | شانا / تحول‌خواهان    |
| نمایندگان جوانان        | سید علی قریشی           | —                        | —                    |
| نمایندگان زنان          | لاله افتخاری            | جامعه زینب / زنان انقلاب | پیشرفت، رفاه و عدالت |
| نمایندگان زنان          | نیره قوی                | زنان انقلاب              | پیشرفت، رفاه و عدالت |

### هیئت اجرایی
هیئت اجرایی مسئولیت امور اجرایی شورای وحدت را برعهده دارد و در هر انتخابات، سازوکارهای عملیاتی را ایجاد کرده و ستادهای انتخاباتی را تشکیل می‌دهد. رئیس هیئت اجرایی شورای وحدت در انتخابات ریاست‌جمهوری ایران (۱۴۰۰)، منوچهر متکی و در انتخابات شوراهای اسلامی شهر و روستا (۱۴۰۰)، محمدحسین موسی‌پور بود.